# Mantilly
Mantilly (mɑ̃.ti.jiⓘ) es una población y comuna francesa, situada en la región de Baja Normandía, departamento de Orne, en el distrito de Alençon y cantón de Passais.

## Demografía
| 1148 | 1135 | 1006 | 873 | 728 | 639 |
| Para los censos de 1962 a 1999 la población legal corresponde a la población sin duplicidades (Fuente: INSEE [Consultar]) |      |      |     |     |     |